# Leptogaster rubida
Leptogaster rubida är en tvåvingeart som beskrevs av Christian Rudolph Wilhelm Wiedemann 1821. Leptogaster rubida ingår i släktet Leptogaster och familjen rovflugor. Inga underarter finns listade i Catalogue of Life.